# Иванишвили, Бидзина Григорьевич
Бидзи́на (Бори́с) Григо́рьевич Иванишви́ли (груз. ბიძინა გრიგოლის ძე ივანიშვილი; род. 18 февраля 1956, Чорвила, Грузинская ССР, СССР) — грузинский общественный и политический деятель, олигарх. 10-й премьер-министр Грузии с 25 октября 2012 по 20 ноября 2013 года. 
Самый богатый гражданин Грузии. Согласно Forbes на 2024 год, занимает 600-е место среди самых богатых людей мира с состоянием в 4,9 млрд долларов. Bloomberg оценивает его состояние в 7,3 млрд долларов.
В конце 1980-х годов Иванишвили начал карьеру предпринимателя в России совместно с Виталием Малкиным. К 1990 году партнёры стали одними из самых крупных продавцов электронной техники. В 1990 году соосновал банк «Российский кредит», в 1993 года — «Импэксбанк». Основатель компании «Металлоинвест», агропромышленной компании «Стойленская нива», сети аптек «Доктор Столетов». Являлся совладельцем Стойленского и Михайловского ГОКов. Он входил в семибанкирщину, которая занималась выборами президента России Бориса Ельцина в 1996 году, поддерживал кампанию Александра Лебедя.
В 2004 году получил гражданство Грузии, функции управления активами Иванишвили были переданы управляющей компании «Уникор». В октябре 2011 года Иванишвили, объявил, что продает весь свой бизнес в России в связи с созданием в Грузии оппозиционной партии для борьбы с президентом Михаилом Саакашвили. По итогам парламентских выборов, прошедших в Грузии 1 октября 2012 года, возглавляемый Иванишвили избирательный блок «Грузинская мечта — Демократическая Грузия» получил больше половины мест в парламенте Грузии. Иванишвили с октября 2012 года по ноябрь 2013 года был премьер-министром Грузии. После победы кандидата «Грузинской мечты» Георгия Маргвелашвили на президентских выборах в октябре 2013 года Иванишвили объявил, что ушёл из политики. Грузинская оппозиция регулярно обвиняла Иванишвили в «теневом» управлении страной.
В декабре 2023 года бизнесмен объявил о возвращении в политику Грузии. Тогда же его избрали почетным председателем правящей партии «Грузинская мечта», которую оппозиция Грузии называет пророссийской. Иванишвили обвиняется в коррупции путем захвата государства, а также в тесных деловых связях с Россией, что, по мнению Transparency International Georgia, может нести угрозу безопасности страны. После протестов в Грузии после парламентских выборов в 2024 году Иванишвили был подвергнут санкциям со стороны США за «подрыв грузинской демократии и продвижение интересов России». Он также подвергся санкциям со стороны нескольких стран-членов Европейского союза.

## Ранняя жизнь
Бидзина Иванишвили родился 18 февраля 1956 года в селе Чорвила около города Чиатура, в Сачхерском муниципалитете Грузии. Отец работал шахтёром на комбинате «Чиатурмарганец».
В 1980 году окончил с отличием инженерно-экономический факультет Тбилисского госуниверситета. В 1982 году поступил, а в 1986 году окончил аспирантуру НИИ труда в Москве, где защитил диссертацию и получил учёную степень кандидата экономических наук.

## Карьера в бизнесе
Работал старшим научным сотрудником филиала НИИ труда в Тбилиси. В конце 1980-х годов создал кооператив по производству армированных шлангов при Литейно-механическом заводе им. Камо.

### Бизнес в России
В конце 1980-х переехал в Москву.
В 1988—1990 годах Иванишвили работал заместителем начальника отдела Всесоюзного центра коммерческой информации (ВЦКИ) Федерации непрофессиональных кинематографистов Общества друзей кино, созданной при участии Центрального комитета ВЛКСМ и ВЦСПС.
Кроме того, в 1988 году Иванишвили работал в созданном Виталием Малкиным вместе с Сергеем Мосиным и Александром Брянцевым кооперативе «Агропрогресс», который сначала занимался строительством теплиц, но после приезда Иванишвили переключился на продажу компьютеров. В 1990 году Иванишвили получил статус соучредителя «Агропрогресса», к этому времени компания Малкина и Иванишвили была одним из крупнейших продавцов электронной техники и владела фабрикой по производству кнопочных телефонов и кассетных магнитофонов в Китае.
В 1990 году Иванишвили, Малкин и Мосин основали банк «Российский кредит». После того, как Иванишвили выкупил долю Мосина, у него оказалось 67 процентов акций банка, оставшиеся 33 процента принадлежали Малкину . Иванишвили стал президентом «Российского кредита» (по другим данным, он занял должность заместителя председателя правления — президента). В 1992 году он вошел в состав совета директоров АКБ «МаркПольБанк». В 1993 году Иванишвили и Малкиным учредили «Импэксбанк». В 1993 году, когда кредитовавшийся в «Российском кредите» под залог акций московских гостиниц «Минск» и «Центральная» предприниматель Аркадий Гайдамак перестал обслуживать кредиты, Иванишвили получил контроль над гостиницами.
В 1993 году в Грузии был похищен брат Иванишвили. Похитители требовали от предпринимателя выкуп за брата, но он им отказал. Брата Иванишвили помог вызволить Владимир Рушайло, в то время возглавлявший региональное управление по борьбе с организованной преступностью ГУВД Москвы, а впоследствии возглавивший Министерство внутренних дел России. В том же году по инициативе Иванишвили при РУБОП была создана некая структура, финансировавшаяся «Российским кредитом» и оказывавшая ему помощь.
В сентябре 1994 года Иванишвили из соображений безопасности «решил формально отдалиться от банка» и объявил, что уходит с поста президента «Российского кредита», президентом банка вместо него стал Малкин. Формально отставка Иванишвили связывалась с тем, что он получил пост вице-президента международного благотворительного фонда «Корпус быстрого реагирования» Грузии, ставившего своими задачами расширение международных связей, восстановление народного хозяйства и содействие стабилизации политической обстановки в Грузии. В том же году Иванишвили уехал вместе с семьей в США, где прожил у знакомых полгода. Затем бизнесмен перебрался во Францию, где приобрел дом под Парижем.
В 1995 году Иванишвили вернулся в Россию и стал первым вице-президентом банка «Российский кредит». С мая 1995 года — генеральный директор ТОО «Инфинтрейд». В середине 1990-х годов «Российский кредит» активно инвестировал в различные предприятия. В частности, Иванишвили фактически был совладельцем Красноярского алюминиевого завода (продал в 1996 году), Стойленского и Михайловского ГОКов, «Тулачермета», Орловского сталепрокатного завода, «РТИ-Каучука». Был учредителем ТОО «Триада-1», владевшего пакетом акций Лебединского горно-обогатительного комбината. В 1997 году создал холдинговую компанию «Металлоинвест» для управления промышленными активами и недвижимостью.
«Российский кредит» значительно пострадал в результате дефолта 1998 года, у него возникли долги размером приблизительно в один миллиард долларов. Однако Иванишвили отказался объявлять о банкротстве банка и провел его реструктуризацию, для чего был вынужден продать ряд активов, в том числе акции, позволявшие ему контролировать Лебединский ГОК, Орловский сталепрокатный завод и «Тулачермет».
В 2000 году первый заместитель генерального директора ОАО «Стойленский ГОК». В том же году он основал агропромышленную корпорацию «Стойленская нива». В её состав входят 21 предприятие в Белгородской, Курской, Воронежской, Смоленской, Саратовской, Нижегородской, Ивановской, Пензенской и Ярославской областях. В 2002 году создал сеть аптек «Доктор Столетов». С ноября 2003 года по май 2006 года — член совета директоров «Импэксбанка».
В 2004 году после Революция роз переехал в родное село в Грузии, а управление активами перевёл на управляющую компанию «Уникор». Тогда же Иванишвили с партнёрами продали металлургические активы группе инвесторов во главе с Алишером Усмановым. В течение второй половины 2000-х Иванишвили постепенно избавлялся от своих российских активов.
Незадолго до парламентских выборов в Грузии 1 октября 2012 года избавился от большинства своих активов в России, однако британская газета The Guardian утверждала, что Иванишвили владеет крупным пакетом акций Газпрома. Российское направление сам Иванишвили в мае 2012 года оценивал как приоритетное для своего бизнеса.

## Карьера в политике
В 1996 году на президентских выборах в России поддержал кандидатуру Александра Лебедя.
С октября 2011 года Иванишвили стал открыто участвовать в политической жизни Грузии, объявив о намерении создать партию и принять участие в парламентских выборах в Грузии в 2012 году, хотя в интервью 2011 года заявил, что потратил уже около 1 миллиарда долларов на «строительство власти Грузии». Иванишвили сообщал, что продаст свои активы в России и откажется от российского и французского гражданства. Также Иванишвили указывал на то, что проведённые изменения в Конституцию страны, говорят о желании президента Грузии Михаила Саакашвили остаться у власти, добавив, что президент допустил ошибки и ему следует уйти из политики и попросить прощения у народа. После объявления об участии Иванишвили в парламентских выборах президент Саакашвили лишил его вместе супругой грузинского гражданства, так как в Грузии запрещено двойное гражданство. Через несколько месяцев суд восстановил гражданство жене Иванишвили. Не будучи гражданином Грузии, Иванишвили не мог ни создать партию, ни выдвигаться в парламент, поэтому партию решила возглавить его жена. В апреле 2012 года основал партию «Грузинская мечта — Демократическая Грузия», которая для участия в парламентских выборах вошла в состав коалиции «Бидзина Иванишвили — Грузинская мечта».

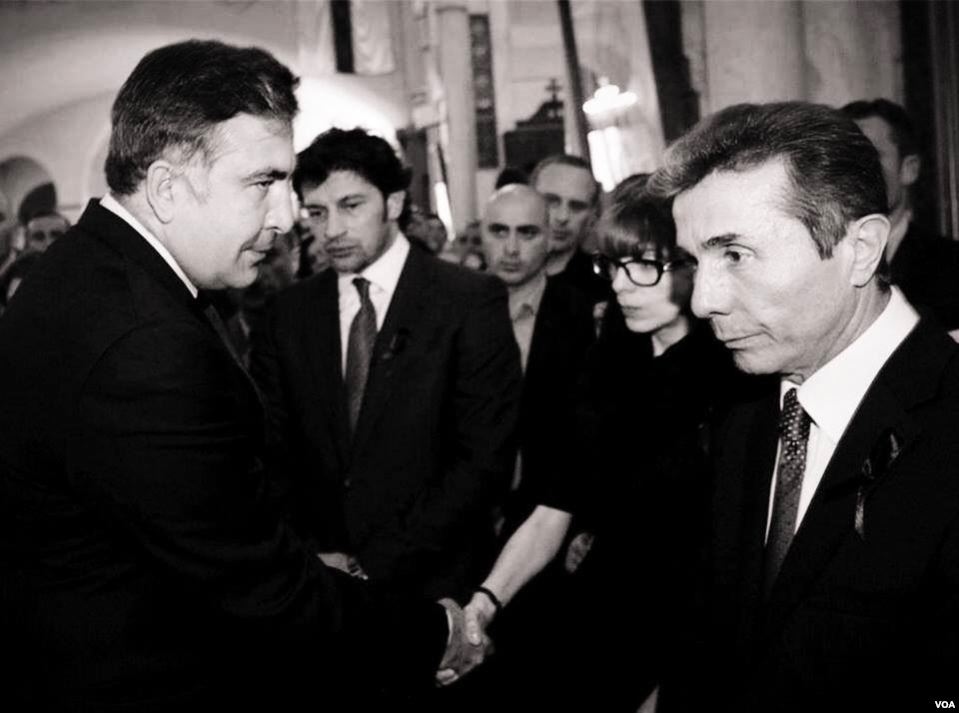
Михаил Саакашвили и Бидзина Иванишвили в 2012 году

11 июня 2012 года суд Тбилиси приговорил Иванишвили к штрафам в 90 миллионов долларов за подкуп избирателей, эта сумма затем была сокращена до примерно 45 млн долларов. Штраф он платить отказался, вследствие чего были арестованы принадлежащие ему акции в двух компаниях и принято решение выставить их на продажу; в конце июля 2012 года сообщил, что выплатил штраф: на счёт, указанный судом, было перечислено 80 млн лари. 11 августа 2012 года Тбилисский городской суд удовлетворил ходатайство Государственной службы аудита Грузии об административно-правовых нарушениях Иванишвили и наложил на него пятикратный штраф в размере 20 млн 243 тысяч 827 лари (примерно 12,3 млн долларов) за пожертвования в пользу созданной им коалиции.
В июле 2012 года Иванишвили высказался против назначения Вано Мерабишвили из соперничающий партии на пост премьер-министра Грузии.
На парламентских выборах 1 октября 2012 года коалиция «Грузинская мечта», возглавляемая Иванишвили, набрала большинство голосов избирателей, отправив партию Саакашвили в оппозицию. Предложил Саакашвили добровольно досрочно оставить пост главы государства, создал специальную группу для переговоров с действующим президентом. Иванишвили заявил, что ни один из министров грузинского правительства времён Саакашвили не останется на посту. 8 октября 2012 года объявил состав кандидатов в новое правительство Грузии.
В середине октября 2012 года в Грузии был закрыт русскоязычный телеканал ПИК, созданный по инициативе Саакашвили в 2010 году. Как считают эксперты, с приходом к власти Иванишвили, который не желает конфликтовать с Россией, финансирование этого телеканала было решено прекратить.
25 октября 2012 года на заседании парламента Иванишвили был утверждён премьер-министром Грузии.
Назначил личного представителя по налаживанию отношений с Россией, бывшего посла Грузии в РФ Зураба Абашидзе.
По мнению наблюдателей, победа партии Иванишвили на выборах и его утверждение в качестве премьера привели к резкому снижению влияния в стране Михаила Саакашвили, который лишился соратников в правительстве и большинства в парламенте. По мнению обозревателя «Российской газеты» Е. Шестакова, фактическое отстранение Саакашвили от власти делает грузинскую внешнюю политику более предсказуемой. Согласно этому прогнозу, Иванишвили, в отличие от Саакашвили, не будет проводить во внешней политике однобокий проамериканский курс, а также не станет пытаться вернуть Абхазию и Южную Осетию силой.
Иванишвили принял решение отменить возведение курортного «города-мечты» Лазика, проект которого, осуществлявшийся прежними властями, он назвал мошенническим и абсурдным (его строительство велось на вековых болотах). Объявил о намерении создать Службу государственной безопасности, выделив её из структуры МВД.
В декабре 2012 года по инициативе коалиции «Грузинская мечта» парламент, преодолев вето Саакашвили, принял закон о масштабной амнистии, в ходе которой с 13 января 2013 года обрели свободу около 3 тысяч заключённых.
24 января 2013 года на форуме в Давосе Иванишвили познакомился с российским премьером Дмитрием Медведевым и провёл с ним краткую беседу, не затрагивающую грузино-российские отношения. Спустя полгода Иванишвили сообщил, что прикладывает все усилия для встречи с Владимиром Путиным, однако до конца премьерских полномочий Бидзины эта встреча так и не состоялась.
Иванишвили возглавил второй список имён видных деятелей, владеющих тайными оффшорными компаниями на Британских Виргинских островах. Список был составлен и опубликован в апреле 2013 года Международным консорциумом журналистов-расследователей (ICIJ). По этим данным, Иванишвили с 2006 года числится директором фирмы «Bosherston Overseas Corp», управляемой через агента в Панаме. По данным правительства, в отчётный период 2011—2012 года Иванишвили, как кандидат в премьеры и после, как премьер, «не владел никакой долей в вышеупомянутой компании…». Исходя из этого, он не был обязан отражать это в декларации.
11 мая 2013 года назвал кандидатом в президенты от коалиции «Грузинская мечта» на выборах главы Грузии в октябре 2013 года министра образования Георгия Маргвелашвили. Осенью Маргвелашвили уверенно победил на выборах.
На выборах Президента Грузии в 2018 году оказывал поддержку кандидату Саломе Зурабишвили.
31 октября и 21 ноября 2020 года в Грузии прошли парламентские выборы. «Грузинская мечта» получила 48,15 % голосов (представители партии заняли 90 депутатских мест из 150) и сформировала правительство. Среди оппозиционных партий наибольшее количество мандатов (36) получило «Единое национальное движение» бывшего президента Саакашвили.
11 января 2021 года Иванишвили объявил об уходе из политики, с поста председателя партии «Грузинская мечта» и из самой партии. По его словам, одним из важных факторов принятия такого решения стал возраст, однако грузинский политолог Гела Васадзе называет заявление об уходе Иванишвили лишь декларативным. 
Премьер-министр Грузии Ираклий Гарибашвили, министр обороны Джуаншер Бурчуладзе и глава Службы государственной безопасности Григол Лилуашвили в прошлом работали в компаниях Иванишвили. Министр внутренних дел Вахтанг Гомелаури был главой личной охраны миллиардера, а судья Верховного суда Шалва Тадумадзе — бывший адвокат Иванишвили.

### Политические взгляды
В момент создания партии в 2012 году, Иванишвили называл целью грузинской политики интеграцию с Европой и, в частности, с Евросоюзом и НАТО. В этом плане стратегия «Грузинской мечты», признал Иванишвили, совпадает со стратегией бывшего правительства и заявлял, что в ближайшее время Грузия станет членом НАТО. Вместе с тем, выступал за скорейшую нормализацию российско-грузинских отношений, в том числе восстановление культурных и торговых связей. По мнению Иванишвили, грузинский бизнес не готов экспортировать свою продукцию в ЕС и США, поэтому грузинским предпринимателям стоит вернуться на российский рынок. Однако о возобновлении дипломатических отношений с Россией речь не шла.
3 октября 2012 назвал США главным партнёром и другом Грузии, объявил о намерении совершить в эту страну свой первый зарубежный визит. Посетовал, что не получил поздравлений из России в связи с успехом на выборах.
По мнению Иванишвили, война в Грузии 2008 года была «большой провокацией, произошедшей под руководством главнокомандующего вооружёнными силами, президента Грузии Михаила Саакашвили». Иванишвили выступает за восстановление территориальной целостности Грузии, при этом, по его мнению, обсуждение проблемы территорий не должно препятствовать дружеским отношениям с Россией, а все отношения с Абхазией и Южной Осетией должны развиваться на мирной основе. Иванишвили считает, что ключ к объединению с Абхазией и Южной Осетией лежит в Грузии, которая «должна построить истинно интересную страну, привлекательную для абхазов и осетин с точки зрения и демократии, и экономики»..
В отличие от прежних властей Грузии, объявивших бойкот Олимпиады в Сочи в 2014 году, Иванишвили приветствует проведение Олимпиады и считает, что Грузия обязательно должна принять в ней участие. По заверению Иванишвили, Грузия, как сосед России, сделает всё необходимое, чтобы Олимпиада-2014 прошла мирно и без неприятных происшествий.
Иванишвили выступает за децентрализацию власти и наделение региональных и муниципальных органов власти большими полномочиями.
Говоря о судьбе соратников, партийных активистов и приверженцев Саакашвили, Иванишвили заверил, что политических преследований не будет. Что касается правовой стороны дела, все вопросы будут рассмотрены судом, а тех, кто виновен, ждёт ответственность. В частности, Иванишвили намерен продолжить расследование дела о смерти премьер-министра Грузии Зураба Жвании.
В 2013 году Иванишвили заявил о выходе из политики, в 2021 году он снова высказался о своём уходе, но при этом всё время сохранял негласный контроль в правительстве.

## Гражданство
Проживая в Москве, после распада СССР получил российское гражданство. В 2002 году переехал во Францию. 22 июля 2004 года получил также гражданство Грузии. В марте 2010 года получил французское гражданство и, согласно грузинскому законодательству о двойном гражданстве, утратил грузинское.
17 октября 2011 года подал российским представителям в Грузии заявление о добровольном отказе от российского гражданства и через два месяца получил официальный документ о его прекращении. Подал иск о признании незаконным решения о лишении его гражданства Грузии. На начало октября 2012 года грузинское гражданство было возвращено только жене Иванишвили.
Вскоре после победы «Грузинской мечты» на парламентских выборах Иванишвили попросил Саакашвили в недельный срок вернуть ему гражданство Грузии. 16 октября 2012 года Иванишвили было возвращено грузинское гражданство. Распоряжение о присвоении гражданства вступило в силу по прекращении у лидера «Грузинской мечты» гражданства Франции.

## Критика
Валерия Новодворская называла Иванишвили хитрым просоветским прихвостнем, предателем, агентом влияния, российской креатурой.
9 июня 2022 года европейские законодатели приняли составленную в резких выражениях резолюцию об ухудшающемся положении со свободой СМИ в Грузии. В резолюции утверждается также, что у Иванишвили есть «личные и деловые связи с Кремлем», которые «определяют позицию нынешнего правительства Грузии в отношении санкций, наложенных на Россию».
В сентябре 2022 года Агентство США по международному развитию (USAID) выпустило доклад, согласно которому «богатейший олигарх Грузии [Иванвишили] захватил государство, что привело к безнаказанности коррумпированных чиновников, растущую экономическую зависимость Грузии от России и тайный бизнес олигарха в России».

## Санкции
2 декабря 2024 года страны Балтии ввели санкции против Иванишвили.
5 декабря 2024 года Украина ввела санкции против Иванишвили.
27 декабря 2024 года Иванишвили попал под санкции министерства финансов США.

## Личная жизнь
19 октября 1991 года Иванишвили в возрасте 35 лет женился на 19-летней Екатерине (Эке) Хведелидзе. По состоянию на 2013 год, у них четверо детей: три сына — Ута, Бера, Цотне, и одна дочь — Гванца. 22 июля 2004 года Екатерина Хведелидзе получила гражданство Грузии, на тот момент она уже была гражданкой Франции и России.
Почти одновременно, 25 ноября 1991 года, Иванишвили женился во Франции на Инге Альбертовне Павловой, 1963 года рождения, проживающей в Москве. Инга Павлова указана в качестве учредителя и бухгалтера московского ТОО «Факториал Компания» (ранее — «Компания Факториал»). Также Павлова несколько лет работала в одном из банков Иванишвили — в «Импэксбанке». Иванишвили развёлся с Павловой 18 мая 1994 года во Франции.
В 1995 году вместе с супругой — Екатериной Хведелидзе, Бидзина Иванишвили основал «Международный благотворительный фонд Карту».
В 2006 году на аукционе «Сотбис» приобрёл за $95,2 млн ($106,1 млн с комиссионными) картину Пабло Пикассо «Дора Маар с кошкой».
В 2021 году Иванишвили заявил, что перевел большую часть состояния в свой благотворительный фонд.

### Комплекс зданий Иванишвили

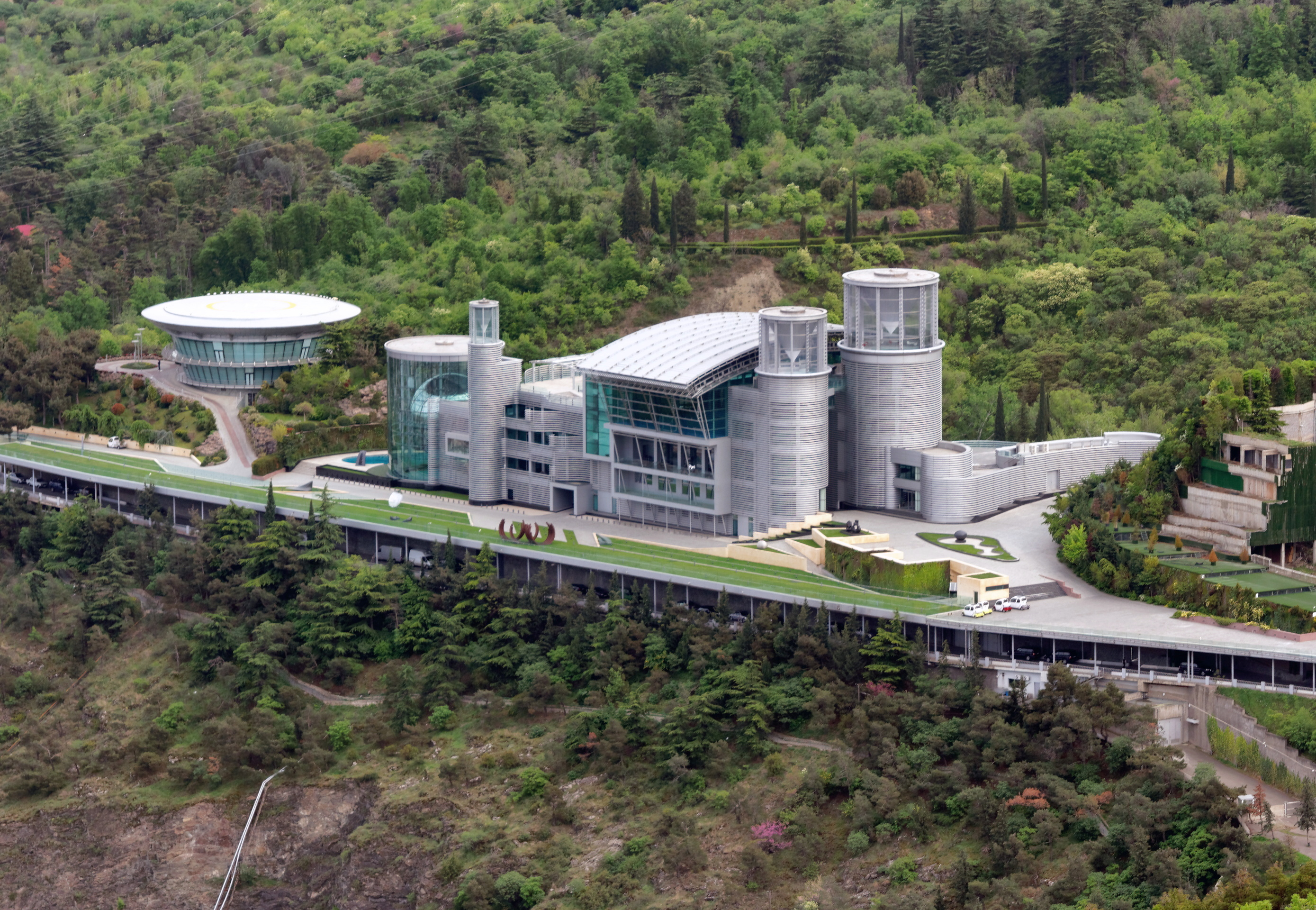
Комплекс зданий Иванишвили в Тбилиси на Сололакском хребте, проект которого разработан японским архитектором Сином Такамацу

На личные средства построил бизнес-центр на горе Табори в Тбилиси, на территории бывшей «Комсомольской аллеи», над Ботаническим садом. В международном конкурсе среди архитекторов-дизайнеров победил проект японского архитектора Сина Такамацу. Бизнес-центр состоит из гостевого дома, многофункционального зала, большого и малого конференц-залов, тренажёрного зала, бассейна, танцевального зала, крытого теннисного корта и т. д. Окружающие сады украшены скульптурами известных скульпторов. Их авторы Заха Хадид, Аниш Капур, Дэмиен Хёрст, Генри Мур, Рой Лихтенштейн. Комплекс стоимостью около 50 миллионов долларов строился десять лет и отличается современной системой охраны.

## Награды
- Кавалер ордена Почётного легиона (Франция).
- Благодарность Президента Российской Федерации (25 июля 1996 года) — за активное участие в организации и проведении выборной кампании Президента Российской Федерации в 1996 году[100].